# Fisklöstjärnen (Järna socken, Dalarna)
Fisklöstjärnen är en sjö i Vansbro kommun i Dalarna och ingår i Göta älvs huvudavrinningsområde.